# پالانپور
پالانپور (به انگلیسی: Palanpur) یک منطقهٔ مسکونی در هند است که در Palanpur Taluka واقع شده‌است. پالانپور ۱۴۰٬۳۴۴ نفر جمعیت دارد و ۲۰۹ متر بالاتر از سطح دریا واقع شده‌است.